# Capparis callophylla
Capparis callophylla là một loài thực vật có hoa trong họ Capparaceae. Loài này được Blume mô tả khoa học đầu tiên năm 1825.